# Tuff Guitar English Style
| Recensione | Giudizio |
| ---------- | -------- |
| AllMusic   | [ 2 ]    |

Tuff Guitar English Style è un album discografico di Al Caiola, pubblicato dalla casa discografica United Artists Records nel novembre del 1965.

## Il disco
L'album è una selezione di successi internazionali di gruppi britannici del periodo, rivisitati nello stile del chitarrista Al Caiola e dei suoi musicisti, tra i brani più conosciuti: Help! e Yesterday dei The Beatles, Heart Full of Soul brano di successo dei The Yardbirds, Catch Us If You Can resa popolare dai The Dave Clark Five, Just a Little Bit Better nota cover degli Herman's Hermits e l'immancabile (I Can't Get No) Satisfaction degli Stones.

## Tracce

### LP
Lato A
1. Heart Full of Soul – 2:18 (Graham Gouldman)
2. Just a Little Bit Better – 2:27 (Kenny Young)
3. You Were on My Mind – 2:29 (Sylvia Fricker)
4. I'm Telling You Now – 2:10 (Freddie Garrity, Mitch Murray)
5. Midnight in Soho – 2:35 (Larry Holmes)
6. You Really Got Me – 2:00 (Ray Davies)

Lato B
1. (I Can't Get No) Satisfaction – 2:10 (Mick Jagger, Keith Richards)
2. We Gotta Get Out of This Place – 3:06 (Barry Mann, Cynthia Weil)
3. Help! – 2:13 (John Lennon, Paul McCartney)
4. Yesterday – 2:01 (John Lennon, Paul McCartney)
5. Liverpool Ferry – 2:14 (Al Caiola)
6. Catch Us If You Can – 2:10 (Dave Clark, Lenny Davidson)

## Musicisti
- Al Caiola - chitarra
- Altri musicisti non accreditati

Note
- Leroy Holmes - produttore
- Frank Gauna - illustrazione copertina frontale album originale